# Autobahndreieck Parthenaue
Das Autobahndreieck Parthenaue (Abkürzung: AD Parthenaue; Kurzform: Dreieck Parthenaue) ist ein Autobahndreieck in Sachsen am Rande der Metropolregion Mitteldeutschland. Es verbindet die Bundesautobahn 38 (Südharzautobahn) mit der Bundesautobahn 14 (Wismar–Schwerin–Magdeburg–Halle (Saale)–Leipzig–Dresden).

## Geographie
Das Dreieck befindet sich östlich des Kiestagebaus Kleinpösna auf dem Stadtgebiet von Brandis im Landkreis Leipzig. Im Osten fließt die Parthe, der namensgebende Fluss für das Bauwerk, durch die umliegenden Orte Albrechtshain und Wolfshain. Weitere Orte in der Umgebung sind Kleinpösna und Hirschfeld. Es befindet sich etwa 15 km südöstlich von Leipzig, etwa 90 km nordwestlich von Dresden und etwa 60 km nordwestlich von Chemnitz.
Das Autobahndreieck Parthenaue trägt auf der A 14 die Anschlussstellennummer 28, auf der A 38 die Nummer 33.

## Geschichte
Am 13. August 2006 wurde das Dreieck als Teil der Mitteldeutschen Schleife für den Verkehr freigegeben. Die A 38 bildet mit den Knotenpunkten Rippachtal und Parthenaue die Südumfahrung Leipzigs und soll den nördlichen Teil der A 14 und das Schkeuditzer Kreuz entlasten.

## Bauform und Ausbauzustand
Beide Autobahnen sind in diesem Bereich vierstreifig ausgebaut. Alle Verbindungsrampen sind zweispurig ausgeführt.
Das Autobahndreieck wurde als linksgeführte Trompete angelegt.

## Verkehrsaufkommen
Das Dreieck wird täglich von rund 70.000 Fahrzeugen befahren.
| Von                      | Nach              | Durchschnittliche tägliche Verkehrsstärke | Anteil Schwerlastverkehr |
| ------------------------ | ----------------- | ----------------------------------------- | ------------------------ |
| AS Kleinpösna (A 14)     | AD Parthenaue     | 49.300                                    | 15,7 %                   |
| AD Parthenaue            | AS Naunhof (A 14) | 54.100                                    | 18,5 %                   |
| AS Leipzig-Südost (A 38) | AD Parthenaue     | 36.000                                    | 17,0 %                   |